# グランドリオン
- クロノ・トリガー > グランドリオン
- クロノ・クロス > グランドリオン

グランドリオン （Grandleon） は、スクウェア（現スクウェア・エニックス）が発売したコンピュータRPG『クロノ・トリガー』および『クロノ・クロス』に登場する、架空の武器である。

## 概要
『クロノ・トリガー』のゲーム内において、覚醒したグランドリオンは物語の進行に大きく関わる事となる、いわゆる「キーアイテム」として扱われている。
ゲーム内の設定及び実性能において最も強力な武器の一つとなっている。このように重要な役割を果たす武器だがこの剣は「物語の主人公」ではなく、「脇役のある人物」が扱う事になる。他の創作物語と比較して、ゲーム作品（特にコンピュータRPG）でこの様な演出、設定となっている事例は少ない。

## ゲーム中の扱い
劇中で「魔王を倒す事の出来る勇者のみが扱える伝説の剣」として登場する。クロノ・トリガーの登場人物の一人である「カエル」と呼ばれる中世の騎士が扱う事となる。
グランドリオンと「勇者バッジ」を同時に装備することでクリティカル率が50％にアップする。なおセットで運用するこの勇者バッジについての詳細はゲーム中、関連書籍でも不明であるが、過去の使い手の所持品であるため、使い手の精神状態をプラシーボ効果で強化するとも言われる。
ニンテンドーDS版では、さらに強い力を示す「英雄バッジ」が登場している。効果はクリティカル率50％アップに加え、消費MP1/2となる。
他のキャラクターは最強武器を「つよくてニューゲーム」で引き継ぐ事ができるが、カエルにとっての最強武器であるグランドリオン（新生）はキーアイテムでもあるがゆえに引き継ぐ事ができない。勇者バッジも同様に引き継げないため、使用するためにはシナリオ上で再度入手する必要がある（DS版の「英雄バッジ」は通常アイテムのため引き継ぎ可能）。
『クロノ・クロス』でも勇者バッジは登場するがピエールという人物のほぼ専用装備となっており、グランドリオンとの関係性は特にない。
英語版では Masamune という名称になっており、これは実在した日本の著名な刀工、及びその刀工による刀「正宗」と同名である。

### 誕生に至るまで
その出自は古代（B.C.12,000）のジール王国まで遡る。
その原型は「ドリストーン」で作られた「あかきナイフ」である。製作者は命の賢者ボッシュであり、ドリストーンの性質によりボッシュの想いが宿り、精霊として生まれたグランとリオンとドリーンが実体化していた。
海底神殿で女王ジールの計画を止めるために、ラヴォスエネルギーを集める装置「魔神器」を破壊するべく、これと同じ素材で作られた赤きナイフが使われたが、「魔神器」に刺さった際にラヴォスエネルギーを吸収して、赤きナイフは長剣であるグランドリオンの姿へと変じた。
なおナイフを魔神器に投じたのは本来の歴史ではボッシュであり、予言者が居る歴史では様々な介入により幽閉されて体力がないボッシュに代わってクロノが預かって投じた。
「ドリストーン」は前述のように「魔神器」の他、マールのペンダントの材料にもなっている。また後に発売された『クロノ・クロス』ではラヴォスの一部である「凍てついた炎」と同じ種のものであることが判明している。ただし「ドリストーン」自体は、ラヴォスがまだ地表に落下する前から確認されており、ラヴォスの一部なのかは不明。

### その後の経緯

#### クロノ・トリガー
ラヴォスとの戦いの後の経緯は不明。次にゲーム内でその名が登場するのは古代（B.C.12,000）の次の時代である中世（A.D.600）となる。
古くから伝わる剣であること、勇者の剣であること、勇者バッジとセットのように考えられていることなどが、サイラスが手にする以前から中世で認識されていたため、過去にも使い手がいたようだが詳細は不明。
サイラスがグランとリオンとの戦いに勝利し、使い手として認められ、親友グレンを伴ってデナドロ山で魔王に戦いを挑む。しかし戦いの中でグランドリオンが折れてしまう。
10年後、クロノたちがグランドリオンを求めてグランとリオンに挑み、これに勝利して折れた剣の刃側を入手（グランとリオンは本気を出す必要がある場合は合体して「グランとリオン」になるが、そこまでさせる実力者はサイラス以来とのこと）。折れた剣の柄側はカエルが所有していて、こちらもクロノたちがあずかり、柄に入ったボッシュの銘を手掛かりに修復されることになる。修復の際にはドリストーンの原石の精製のほかに、剣の活性化という作業が行われている。その後クロノたちから、魔王との因縁を持つカエルへと手渡された。
カエルはサイラスの遺志を引き継いで、グランドリオンを手にして魔王と戦う決意を固め、魔岩窟の封印をグランドリオンの強大な力で破っている。後に、サイラスの亡霊と出会い言葉を交わしたことにより、自らの迷いを断ち切った彼の精神に呼応してグランドリオンは真の力を目覚めさせ、フルパワーを発揮するための形態に変化した。なお、この際にもゲーム中でのアイテム名称は変化しないが、攻略本では「グランドリオン（新生）」となっている。
また、3人技「グランドリーム」はカエルが「きんのいし」を装備している場合に使用可能な技で、マールとロボの回復技をグランドリオンにかけることで、グラン、リオン、ドリーンが登場する（姿は全員、「グランとリオン」と同じ姿）。必要技はカエルの「カエルおとし」+マールの「アレイズ」+ロボの「ヒールビーム」で、威力はカエルのHPが少ないほど大ダメージを与える。

#### クロノ・クロス
本作では「かつては、魔王の闇を祓いし聖なる剣」として語られている。しかし、主人公セルジュたちの前に現れたのは真紅の剣身を持つ魔剣としてだった。
本作では手にした者が持つ狂気を表出させ、正気を失わせる魔剣として登場。これは剣が持つ魔力によって狂わされた結果として語られている。なお、魔剣と化した理由は不明。『クロノ・クロス設定資料集』によれば、「悪しき者たちの邪気にあてられ、持ち主の負の心を増幅させる暗黒の魔剣と成り果てている」と記載されている。
所有者であったカエルが手放した後、グランドリオンはガルディア城に現代（A.D.1000）まで聖剣として保管されていた。しかしA.D.1005のガルディア王国陥落の際、グランドリオンは何者かに持ち去られ、行方不明となる。経緯は不明だが、ガルディア城から持ち去られた後はラディウスとそのライバル・ガライの両名によって滝の側の洞窟で発見される。しかしそれを手にしたラディウスは、狂気に駆られてガライを殺害。「ガライに勝ちたい」という胸の内に秘めた思いがラディウスを狂気に走らせたとして語られている。
その後、グランドリオンはラディウスによって海に流され、ガライが眠る島へと辿り着く。魔剣の影響により島はアンデッドが徘徊する「亡者の島」と化してしまった。何の巡り合わせか、今度はガライの息子ダリオとその親友カーシュの両名によって発見される（二人は亡者の島の調査に訪れていた）。当初は、カーシュがグランドリオンを手にしてダリオを殺したかのようにミスリードされていたが、実際にグランドリオンを手にしたのはダリオであり、狂気に駆られた彼から身を護った末にカーシュはダリオを崖から落としてしまった。一部始終を見ていたヤマネコによってグランドリオンは回収され、以後は死海の入り口を閉ざす封印（近づく者を狂わせる瘴気を放つ）として利用されていた。セルジュたちが最初にグランドリオンを見るのはここからとなる。
そのグランドリオンも、対となる聖剣イルランザーの力によって消滅したかに思われたが、実際には空間を越えて持ち主であるダリオの手元へ戻ったに過ぎなかった。
終盤では隠しボスとして、グランドリオンを手にしたダリオが登場。再び狂気に駆られた彼は愛する女性リデルを殺すべく一行に襲い掛かるが、セルジュたちによって阻止され本来の自分を取り戻す。そしてグランドリオンはセルジュを新たな使い手として認め、グランとリオンに加え彼らの姉ドリーンが「シースワロー（初期武器）」に宿った「グランドリーム」として生まれ変わり、セルジュの手に渡ることとなる。攻撃のほとんどがクリティカルになる、実質的な最強武器である。またこれを所持した状態でこん睡状態のキッドに話しかけると、救出イベントを起こせる（所持していない場合はクロノ・クロスを用いることになる）。
隠しボスを倒すと手に入る関係上、通常はクロノ・クロスを使うことになる。ただしグランドリームを用いた場合は、キッドが見ている悪夢が過去に起こった出来事だと判明する。
最強武器だが前作と同様に周回プレイには持ち越すことはできない。再び手に入れるにはダリオ戦のイベントをクリアする必要がある。このイベントが起こるのは終盤だが、ラストダンジョンに突入するよりも前に入手が可能となっている。ただしダリオはかなり強いため、周回プレイを行わずに勝つのは困難となる。

## 性質
ドリストーンの性質を受け継いでいるため、ラヴォスエネルギーを用いる魔神器に対してはそのエネルギーを吸収し無効化する事が可能で、また魔王のバリアを中和する能力も併せ持つ。このことから対魔王戦では切り札的な存在となっており、サイラスが魔王と戦った時は戦いの最中にこれが折れてしまったために敗れた。
この他の特徴として、使い手の精神状態に強く影響されることが挙げられる（これもドリストーンの性質による所が大きい）。サイラスが使用していた当時から既に魔王に対抗出来るだけの力は持っていたが、サイラスへの罪悪感を断ち切り勇者として目覚めたカエルによって真の力を引き出された時の性能は特に驚異的で、PS版のムービーおよび攻略本にてその姿や意匠も変化しているのが確認できる。
逆に、『クロノ・クロス』の時代には様々な怨念の類に触れてきたことにより、赤く輝く魔剣へとその姿を変え、余りある邪気は使い手の精神を蝕んでしまうほどになっていた。また、グランとリオンの他、彼らの姉であるドリーンが宿ることによって更なるパワーアップが可能。もっとも、彼らによればこの3人が同時に宿った姿こそが、グランドリオンの真の姿であるという。名前は『グランドリーム』となり、主人公専用の最強武器となる。『クロノ・クロス』ではラヴォスが様々な憎しみや無念を集めることができると語られており、その一部から生み出されたグランドリオンも同様の特徴を持つことが見られる。